# Jazz (album)
Pour les articles homonymes, voir Jazz (homonymie).
Albums de Queen
News Of The World
(1977) Live Killers
(1979)
Singles
1. Bicycle Race/Fat Bottomed Girls
Sortie : 13 octobre 1978
2. Don't Stop Me Now
Sortie : 5 janvier 1979
3. Mustapha
Sortie : avril 1979 (Bolivie, All., Esp., Youg.)
4. Jealousy
Sortie : avril 1979 (USA, Can., Bré., NZ, URSS)

Jazz est le septième album du groupe de rock britannique Queen, sorti en 1978.

## Historique de l'album
- Jazz est un album sorti en 1978 du groupe anglais de rock Queen. C'est leur septième album studio, et il comprend différents styles de musique, incluant le disco-funk (Fun It), le genre vaudeville avec (Dreamer's Ball), du hard rock avec (Dead On Time) et du country-rock avec le titre (Fat Bottomed Girls). Contrairement au nom qui lui a été donné, cet album ne comprend pas de style jazz, excepté peut-être le genre music-hall du morceau Dreamer's Ball[1]. Après l'expérience glam des trois premiers albums et la période classique de A Night at the Opera et A Day at the Races, Queen confirme la voie qu'il a prise depuis News of the world en livrant un album rock parfois teinté de hard entraînant Freddie Mercury à changer de look : il arborera pendant la tournée 1978-79 une tenue tout en cuir avec casquette.
- Le groupe a eu l'intention de vendre l'album avec une affiche illustrant une course cycliste de femmes nues pour promouvoir le titre Fat Bottomed Girls, mais aux États-Unis, il fut uniquement disponible par correspondance, afin de ne pas déranger les détaillants de disques. Une petite version de l'affiche est fournie avec le coffret The Crown Jewel Box.
- Roy Thomas Baker s'est temporairement réassocié avec Queen pour produire l'album. Trois années se sont écoulées depuis la production en 1975 de l'album A Night at the Opera. C'est avec cet album qu'eut lieu la dernière collaboration entre le groupe et le producteur.
- Le design de l'album a été suggéré par Roger Taylor, qui avait vu un dessin similaire sur le mur de Berlin, il s'agit de deux ensembles de cercles concentriques blancs sur fond noir d'où s'échappe en rose, le titre de l'album. Sur le bas de la pochette se trouve le symbole de Jazz : une succession de cyclistes nues dessinées.
- Le tournage du clip de Bicycle Race a été fait avec des bicyclettes louées à la marque de distribution britannique de vélos Halfords. Lors du retour des bicyclettes au magasin, et sachant ce pourquoi elles avaient été utilisées, le dirigeant du magasin exigea le paiement des selles par Queen.
- Le bruit de tonnerre qui finit Dead on time fut enregistré au cours d’un orage par Brian May à l'aide d'un magnétophone. De manière humoristique, les crédits de ce son de tonnerre furent attribués à Dieu dans la jaquette de l’album ; ainsi "Thunderbolt courtesy of God" (coups de tonnerre avec l'amabilité de Dieu) pouvait être lisible sur la jaquette.
- Queen désirait appeler cet album Modern Jazz. Mais le nom fut déjà utilisé peu de temps avant. Le nom fut donc simplement Jazz.

## Liste des pistes

### Mustapha
Mustapha est un morceau composé par Freddie Mercury. C'est le premier de l'album. Mustapha est sorti en tant que single en 1979.
Les paroles consistent en sons arabisés n'ayant pas de sens concret, hormis les mots "Mustapha", "Ibrahim" et les phrases "Allah, Allah, Allah will pray for you", "salaam aleikum" et "aleikum salaam". Le reste, comme "ichna klibhra him" et "rabbla fihmtrashim" est totalement improvisé.
Cette musique n’a pas été conçue dans l’optique d’être sérieuse, et de nombreux détracteurs ne l’ont pas comprise (ainsi que le reste de l’album). Aussi, les fans sont divisés quant à cette chanson, certains pensent que c’est un bon exemple de style humoristique pratiqué par le groupe, quand d’autres n’y voient que du non-sens.
Dans les concerts, Mercury chantait souvent l'introduction de Mustapha à la place de l'introduction complexe de Bohemian Rhapsody, allant de "Allah will pray for you" à "Mama, just killed a man…". Cependant, dans quelques concerts, le groupe continuait le morceau jusqu'au bout.

### Fat Bottomed Girls
Fat Bottomed Girls est un morceau composé par May, dont le refrain est communément chanté par May et Mercury sur la version album. En concert, Mercury chantait l'ensemble de la chanson, accompagné par May et Taylor pour le refrain.
Cette musique est l’une des rares jouées par le groupe dans la tonalité de guitare appelée « drop D tuning ». Les paroles expriment l’axiome « La beauté est dans l’œil du spectateur », bien que le ton général de la chanson soit délibérément sexuel et humoristique.
Dans la version single que l’on retrouve dans la compilation Greatest Hits, l’étendue des interludes de guitares entre les versets est omise.
Le disque est sorti en double single avec le titre Bicycle Race. Aussi, on retrouve dans les deux titres des références croisées : « Get on your bikes and ride » (A vos vélos, et roulez !) pour Fat Bottomed Girls, et « Fat bottomed girls, they’ll be riding today, so look out for those beauties, oh yeah » (Les filles au gros cul, elles vont rouler aujourd'hui, alors regarde ces beautés, oh yeah) pour Bicycle Race.

### Jealousy
Jealousy a été composé par Mercury, et May y joue de sa guitare acoustique Hairfred en y intercalant des pièces de fil de corde de piano sous les frets pour produire un son de type sitar. Deacon y fait quelques erreurs avec sa basse, mais le groupe a gardé le son pour conserver l’ambiance de l’enregistrement. En effet, le piano, la basse et la batterie ont été enregistrées simultanément. Tous les chœurs sont de Mercury. Le titre est sorti en single en 1979.

### Bicycle Race
Bicycle Race est une composition complexe de Mercury. On y trouve plusieurs modulations, des sections d'accords inhabituels, un changement de rythme (4/4 vers 6/8 puis retour au 4/4), ainsi qu’une section programmée de guitare reprenant la course de bicyclettes
Le clip de la chanson s’est tourné avec 65 femmes nues conduisant des vélos. Une de ces cyclistes figure avec une culotte peinte sur la jaquette du double single Bicycle Race / Fat Bottomed Girls. Le clip original fut censuré, et fut réédité avec des couleurs masquant les formes des femmes.
Le morceau est célèbre pour son « solo » de sonnettes de vélos.

### If You Can't Beat Them
If You Can't Beat Them est une composition rock de John Deacon parmi les favorites du groupe à interpréter en concert à la fin des années 1970. C’est l’une des rares compositions de Deacon où Brian May joue l’ensemble des guitares.

### Let Me Entertain You
Let Me Entertain You a été composée par Mercury, spécialement destinée au public. La phrase "we'll sing to you in Japanese" (Nous chanterons pour vous en japonais) est une référence au titre de Brian May Teo Torriatte, de l’album A Day at the Races.

### Dead on Time
Dead on Time, composé par May, est un morceau heavy metal du catalogue de Queen, mettant en scène des jeux de guitare de May les plus rapides et les plus agressifs, ainsi que par un jeu de batterie de Taylor compliqué et inventif, avec notamment le break au milieu du second refrain.
Des ressemblances avec le titre Keep Yourself Alive du premier album du groupe Queen (album) sont assumées. Le jeu de guitare est ressemblant, bien que plus rapide dans Dead on Time. Dans le dernier vers, la phrase "keep yourself alive" est chantée, et dans les paroles à l’intérieur de la jaquette, cette phrase est écrite en lettres capitales.

### In Only Seven Days
In Only Seven Days est dans le ton du morceau Spread Your Wings du même compositeur John Deacon, dans News of the World. Deacon y joue la guitare acoustique.

### Dreamer's Ball
Dreamer's Ball est un hommage de Brian May à Elvis Presley, qui est mort une année auparavant. En concert, les arrangements étaient complètement différents, May et Taylor imitant des sons de trompettes.

### Fun It
Fun It est une composition funk avec une tonalité disco de Taylor, dans laquelle lui et Mercury se partagent le chant. La plupart des instruments est jouée par Taylor. Il est vu comme le précurseur d'un autre titre du groupe, Another One Bites the Dust.

### Leaving Home Ain't Easy
Leaving Home Ain't Easy est une ballade de May, qui y chante également les chœurs. Sa voix a été accélérée pour le pont.

### Don't Stop Me Now
Ce titre est une composition de Mercury, enregistrée à Nice, en France, durant les mois d’août et septembre 1978.
Musicalement, le morceau est basé sur une rythmique du piano de Mercury, accompagnée de la basse de Deacon et de la batterie de Taylor. Dans cette version studio, Brian May n’interprète que le solo de guitare. Dans les versions live, la guitare devient rythmique, pour relancer le son rock.
Les chœurs sont très présents dans le morceau, et sont des superpositions multipistes des voix de Mercury, May et Taylor.
Les paroles ont une dimension cosmique, décrivant des sentiments d’exaltation et de puissance. Plusieurs métaphores sexuelles sont présentes. Elles font aussi implicitement référence aux effets ressentis lors de l'usage de cocaïne et de la MDMA (ecstasy).

### More of that Jazz
More of that Jazz est une composition de Taylor, traitant amèrement de la façon dont le rock pouvait être considéré à l’époque. Taylor y joue la plupart des instruments, ainsi que l’ensemble des voix. Un petit medley des titres de l’album Dead on Time, Bicycle Race, Mustapha, If You Can't Beat Them, Fun It et Fat Bottomed Girls se trouve vers la fin du morceau.

## Classements et certifications
| Pays                                    | Meilleure position |
| --------------------------------------- | ------------------ |
| Allemagne de l'Ouest (Media Control AG) | 5                  |
| Autriche (Ö3 Austria Top 40)            | 8                  |
| Canada (RPM Top Albums)                 | 13                 |
| États-Unis (Billboard 200)              | 6                  |
| Norvège (VG-lista)                      | 6                  |
| Nouvelle-Zélande (RIANZ)                | 20                 |
| Pays-Bas (Mega Album Top 100)           | 3                  |
| Royaume-Uni (UK Albums Chart)           | 2                  |
| Suède (Sverigetopplistan)               | 6                  |

| Pays              | Ventes      | Certifications |
| ----------------- | ----------- | -------------- |
| Allemagne (BVMI)  | 250 000 +   | Or             |
| Autriche (IFPI)   | 25 000 +    | Or             |
| États-Unis (RIAA) | 1 000 000 + | Platine        |
| France (SNEP)     | 100 000 +   | Or             |
| Pays-Bas (NVPI)   | 100 000 +   | Platine        |
| Pologne (ZPAV)    | 20 000 +    | Platine        |
| Royaume-Uni (BPI) | 100 000 +   | Or             |
| Suisse (IFPI)     | 50 000 +    | Platine        |

## Fiche technique

### Titres
| 1. | Mustapha               | Freddie Mercury | 3:01 |
| 2. | Fat Bottomed Girls     | Brian May       | 4:17 |
| 3. | Jealousy               | Freddie Mercury | 3:13 |
| 4. | Bicycle Race           | Freddie Mercury | 3:03 |
| 5. | If You Can't Beat Them | John Deacon     | 4:15 |
| 6. | Let Me Entertain You   | Freddie Mercury | 3:02 |

| 1. | Dead on Time            | Brian May       | 3:23 |
| 2. | In Only Seven Days      | John Deacon     | 2:30 |
| 3. | Dreamer's Ball          | Brian May       | 3:30 |
| 4. | Fun It                  | Roger Taylor    | 3:29 |
| 5. | Leaving Home Ain't Easy | Brian May       | 3:15 |
| 6. | Don't Stop Me Now       | Freddie Mercury | 3:29 |
| 7. | More of That Jazz       | Roger Taylor    | 4:16 |

| 1. | Fat Bottomed Girls (single version)                              | 3:23 |
| 2. | Bicycle Race (instrumental)                                      | 3:09 |
| 3. | Don't Stop Me Now (with long-lost guitars)                       | 3:34 |
| 4. | Let Me Entertain You (live at the Montreal Forum, November 1981) | 2:48 |
| 5. | Dreamer's Ball (early acoustic take, August 1978)                | 3:40 |

### Musiciens
- Freddie Mercury : chant principal, piano et chœurs
- Brian May : guitare électrique et acoustique, chant principal (sur certains titres) et chœurs
- Roger Taylor : batterie, guitare électrique et chant principal (sur certains titres), chœurs, guitare basse (sur certains titres)
- John Deacon : basse principale, guitares électrique et acoustique (sur certains titres)

### Production
- Geoff Workman et John Etchells  : ingénieurs du son